# Меланура
Меланура (Oblada melanura) е вид бодлоперка от семейство Sparidae. Видът не е застрашен от изчезване.

## Разпространение и местообитание
Разпространен е в Албания, Алжир, Ангола, Бенин, Босна и Херцеговина, България, Габон, Гамбия, Гана, Гвинея, Гвинея-Бисау, Гибралтар, Гърция, Демократична република Конго, Египет, Екваториална Гвинея, Западна Сахара, Израел, Испания, Италия, Кабо Верде, Камерун, Кипър, Кот д'Ивоар, Либерия, Либия, Ливан, Мавритания, Малта, Мароко, Монако, Нигерия, Португалия, Сенегал, Сиера Леоне, Сирия, Словения, Того, Тунис, Турция, Франция, Хърватия, Черна гора и Швеция.
Обитава крайбрежията на морета. Среща се на дълбочина от 5,5 до 30 m, при температура на водата около 16,3 °C и соленост 38 ‰.

## Описание
На дължина достигат до 34 cm.